# 希卡·高塔姆

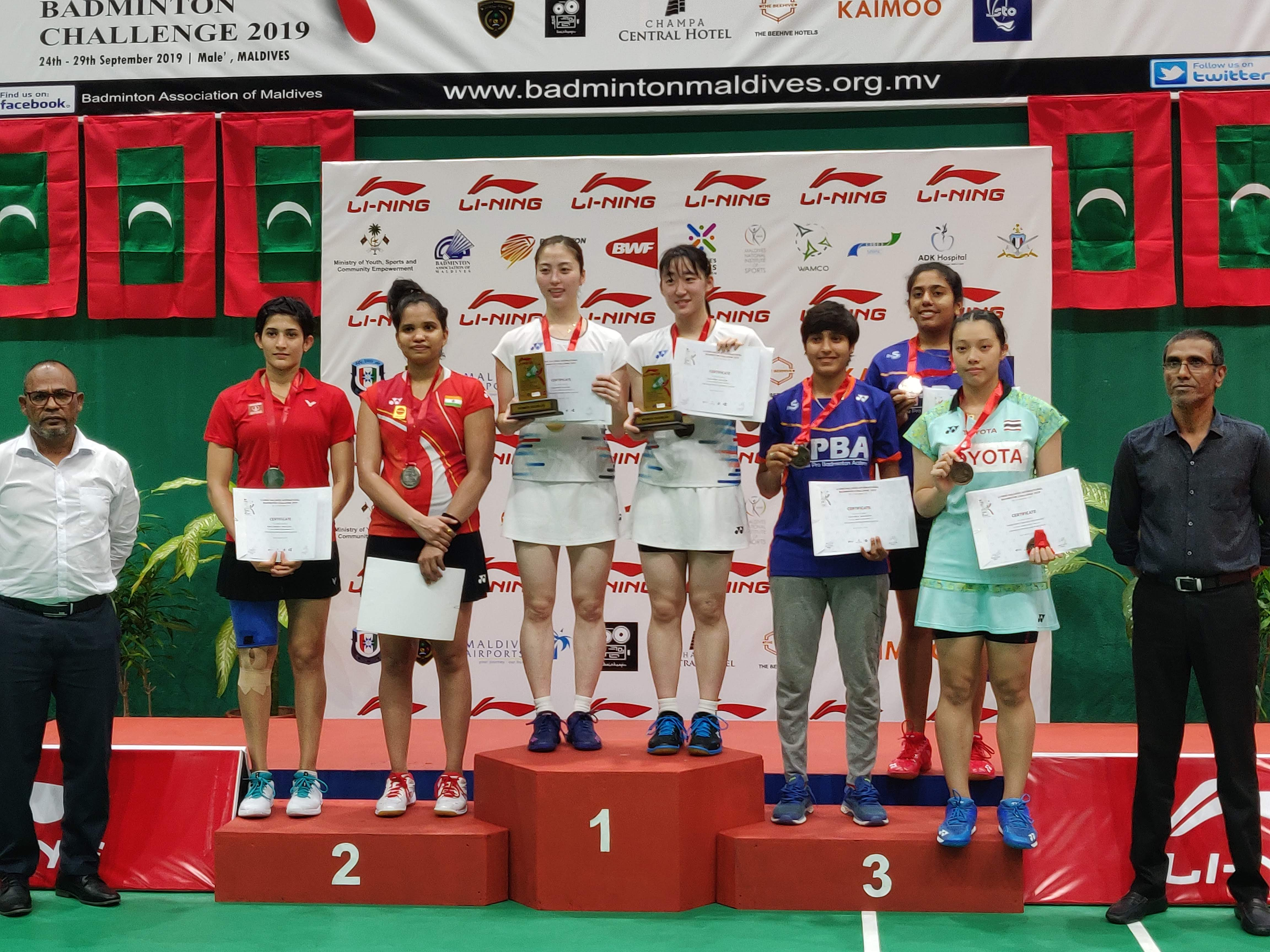
希卡·高塔姆（右四）於2019年馬爾地夫國際挑戰賽頒獎典禮。

希卡·高塔姆（英語：Shikha Gautam，1998年4月18日—），印度女子羽毛球運動員，曾獲印度全國錦標賽女雙冠軍。

## 簡歷
希卡·高塔姆來自马哈拉施特拉邦的纳西克，9歲時開始接受訓練；2011年，希卡·高塔姆為取得更好的訓練資源，在印度羽球名宿普拉卡什·帕都恭的邀請下前往帕都恭在卡纳塔克邦班加羅爾設立的羽球學院，後轉往前印度國手傑格迪什·亞達夫開設的羽球學院。高塔姆曾代表印度參加2016年亞青賽與世青賽。
直到2017年，希卡·高塔姆還是作為單打運動員活躍於羽壇，並在這年贏得毛里裘斯國際賽女單冠軍及印度國際系列賽亞軍，然而在年初的全国锦标赛上獲得女子雙打亞軍，讓她意識到自己在雙打方面的潛力而開始兼項發展雙打。2019年2月，希卡·高塔姆與阿什維尼·巴特意外地在印度全国锦标赛女雙決賽擊敗奪冠熱門梅加纳·杰坎普迪／普尔维莎·拉姆奪冠，促使高塔姆決定專心於雙打，高塔姆／巴特也在同一年於波蘭國際賽、馬爾代夫國際挑戰賽晉級女雙四強。
2022年3月，高塔姆／巴特在超級100級別的奧爾良大師賽首闖世界巡迴賽四強，最終以1比2（16-21、21-18、22-24）不敵德國組合斯泰恩·苏珊·库斯佩特／艾玛·莫斯辛斯基。10月，兩人在印度國際挑戰賽女雙決賽擊敗同樣來自印度的對手，奪得搭檔後國際賽首冠。

## 主要比賽成績
只列出曾進入準決賽的國際賽事成績：
| 年份   | 賽事                         | 公開賽級別 | 項目     | 搭檔            | 成績   |
| ------ | ---------------------------- | ---------- | -------- | --------------- | ------ |
| 2016年 | 印度羽毛球國際系列賽         | 國際系列賽 | 女子雙打 | 玛希玛·阿加沃尔 | 準決賽 |
| 2017年 | 毛里裘斯羽毛球國際賽         | 國際系列賽 | 女子單打 | －              | 冠軍   |
| 2017年 | 印度羽毛球國際系列賽         | 國際系列賽 | 女子單打 | －              | 亞軍   |
| 2019年 | 波蘭羽毛球國際賽             | 國際系列賽 | 女子雙打 | 阿什維尼·巴特   | 準決賽 |
| 2019年 | 馬爾代夫羽毛球國際挑戰賽     | 國際挑戰賽 | 女子雙打 | 阿什維尼·巴特   | 準決賽 |
| 2021年 | 印度羽毛球國際挑戰賽         | 國際挑戰賽 | 女子雙打 | 阿什維尼·巴特   | 準決賽 |
| 2021年 | 愛爾蘭羽毛球公開賽           | 國際挑戰賽 | 女子雙打 | 阿什維尼·巴特   | 準決賽 |
| 2022年 | 奧爾良羽毛球大師賽           | 超級100賽  | 女子雙打 | 阿什維尼·巴特   | 準決賽 |
| 2022年 | 印度羽毛球國際挑戰賽         | 國際挑戰賽 | 女子雙打 | 阿什維尼·巴特   | 冠軍   |
| 2023年 | 亞洲羽毛球混合團体錦標賽     | 其他       | 混合團体 | －              | 季軍   |
| 2023年 | 馬爾代夫羽毛球國際挑戰賽     | 國際挑戰賽 | 女子雙打 | 阿什維尼·巴特   | 亞軍   |
| 2023年 | 毛里裘斯羽毛球國際賽         | 國際系列賽 | 女子雙打 | 阿什維尼·巴特   | 準決賽 |
| 2023年 | 恰蒂斯加爾邦羽毛球國際挑戰賽 | 國際挑戰賽 | 女子雙打 | 阿什維尼·巴特   | 亞軍   |
| 2024年 | 荷蘭羽毛球國際賽             | 國際系列賽 | 女子雙打 | 阿什維尼·巴特   | 冠軍   |
| 2024年 | 奧迪沙羽毛球大師賽           | 超級100賽  | 女子雙打 | 阿什維尼·巴特   | 準決賽 |

| 2007-2017年 | 首要超級賽 | 超級賽 | 黃金大獎賽 | 大獎賽 | 國際挑戰賽 | 國際系列賽 | 未來系列賽 | 其他 |

| 2018-2026年 | 總決賽 | 超級1000賽 | 超級750賽 | 超級500賽 | 超級300賽 | 超級100賽 | 國際挑戰賽 | 國際系列賽 | 未來系列賽 | 其他 |

### 奧運會和世錦賽參賽紀錄
|          | 搭檔          | 2022 | 2023 |
| -------- | ------------- | ---- | ---- |
| 女子雙打 | 阿什維尼·巴特 | 32強 | 64強 |

## 外部連結
- 希卡·高塔姆在世界羽球聯盟的登錄資料
- 希卡·高塔姆的X（前Twitter）
- 希卡·高塔姆的Instagram帳戶